# 加藤竜馬 (野球)
加藤 竜馬（かとう りゅうま、1999年5月13日 - ）は、岡山県苫田郡加茂町（現：津山市）出身のプロ野球選手（外野手・育成選手）。右投両打。中日ドラゴンズ所属。

## 経歴

### プロ入り前
大阪偕星学園高等学校に進学後、2年夏から投手に転向した。高校時代は甲子園大会出場はなく、3年夏は大阪大会4回戦で大冠に敗れた。2学年上に姫野優也がいた。
高校卒業後は亜細亜大学へ進学。2年時に腰痛の手術を受けるなど身体の不調に苦しみ、野球を辞めることも考えていたが、姉や小学校時代の恩師の激励もあり思いとどまった。4年春にリーグ戦初登板したが、大学時代を通して目立った実績はなかった。同学年に松本健吾、岡留英貴、1学年下に田中幹也、青山美夏人、松本晴、2学年下に草加勝がいる。
その後は東邦ガスへ入社。右肘のクリーニング手術を受けるなど怪我に苦しんだが、最速154km/hを計測するなど注目を集めた。
2023年10月26日に開催されたドラフト会議にて、中日ドラゴンズから6位指名を受け、11月26日に契約金3500万円、年俸720万円で仮契約を結んだ。背番号は96。

### 中日時代
2024年は春季キャンプこそ一軍スタートだったものの、右肘の違和感に伴い途中より二軍調整となり、シーズン中を含めそのまま一軍に昇格することはなかった。ウエスタン・リーグでは9試合に登板して防御率6.48と結果を残すことができず、オフには育成契約および、夏場より当時の二軍監督である井上一樹より打診されていた野手転向を前提とした戦力外通告を受けた。11月15日に育成選手として契約更改を行った。背番号は201に変更となった。

## 選手としての特徴・人物
身長185cm、体重99kgという恵まれた体格で、カット気味に変化する最速154km/hのストレートが持ち味。自らの投球スタイルを「力配分を考えずに投げる方が得意」と語っている。
身体能力が高く、50メートル走5秒9の俊足を誇る。高校3年秋には野球部のチームメイト3人とともに立命館大学アメリカンフットボール部のセレクションに参加。40ヤード走のタイムで他の参加者を大きく上回り、特待生として勧誘を受けた。野球を続けるかアメフト転向するかで悩んだが、既に亜細亜大学への進学が決まっていたことや、プロ野球選手になりたいという目標があったため断っている。
打球速度が速く、大谷翔平に匹敵する180km/hを記録するパワーがある。
中日入団時の背番号96は自ら希望したもので、トレバー・バウアーにあやかったものであった。加藤は「（バウアーの）自分の感情を真っ直ぐに表現する姿が好き」と語っている。

## 詳細情報

### 背番号
- 96（2024年）
- 201（2025年 - ）